# Gubat

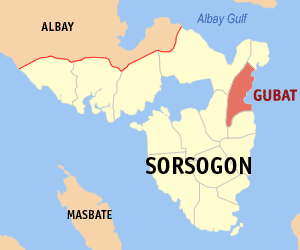
Bản đồ Sorsogon với vị trí của Gubat

Gubat là một đô thị hạng 2 ở tỉnh Sorsogon, Philippines. Tại thời điểm ngày 1/8/2007, thị xã này có dân số 55.501 người .
Thị xã này có các bãi biển cát trắng thu hút du khách.

## Barangay
Gubat được chia thành 42 barangay.
| - Ariman - Bagacay - Balud Del Norte (Pob.) - Balud Del Sur (Pob.) - Benguet - Bentuco - Beriran - Buenavista - Bulacao - Cabigaan - Cabiguhan - Carriedo - Casili - Cogon | - Cota Na Daco (Pob.) - Dita - Jupi - Lapinig - Luna-Candol (Pob.) - Manapao - Manook (Pob.) - Naagtan - Nato - Nazareno - Ogao - Paco - Panganiban (Pob.) - Paradijon (Pob.) | - Patag - Payawin - Pinontingan (Pob.) - Rizal - San Ignacio - Sangat - Santa Ana - Tabi - Tagaytay - Tigkiw - Tiris - Togawe - Union - Villareal |